# Capacidade térmica
Capacidade térmica ou capacidade calorífica (usualmente denotada pela letra {\displaystyle C}) é a grandeza física que determina a relação entre a quantidade de calor fornecida a um corpo e a variação de temperatura observada neste.

A capacidade térmica caracteriza o corpo, e não a substância que o constitui. A capacidade térmica é uma propriedade extensiva, ou seja, proporcional à quantidade de material presente no corpo. Com isso, dois corpos compostos pela mesma substância porém com massas diferentes possuem diferentes capacidades caloríficas.
Grandezas derivadas que especificam a capacidade térmica como uma propriedade intensiva existem, sendo então uma característica da substância. Essas são: o calor específico, que é a capacidade térmica por unidade de massa da substância, e o calor específico molar, resultante da relação entre a capacidade térmica e o número de mols presentes. Ocasionalmente, pode ser usado o calor específico volumétrico (por unidade de volume).
A temperatura reflete a energia cinética média das partículas na matéria, enquanto calor é a energia térmica em trânsito das regiões de maior para aquelas com menor temperatura. A energia térmica transmitida como calor é armazenada como energia cinética translacional em átomos e rotacional em moléculas. Adicionalmente, parte da energia térmica pode ser convertida em energia potencial associada aos modos de vibração, de maior energia, nas ligações interatômicas. Translação, rotação e as energias cinética e potencial associadas à vibração representam os graus de liberdade do movimento que contribuem classicamente à capacidade térmica. Em temperaturas suficientemente altas, cada grau de liberdade contribui igualmente com o calor específico (de acordo com o teorema da equipartição, a contribuição de cada um no calor específico molar é 1/2 R), de tal forma que o calor específico dos metais e muitos sólidos a temperatura ambiente aproxima-se a 25 joules por kelvin para cada mol de átomos, dado pela lei de Dulong-Petit. Devido a fenômenos da mecânica quântica, alguns graus de liberdade podem não ser atingidos ou estar disponíveis parcialmente, de forma que o calor específico é uma fração do máximo.

## Quantidades extensivas e intensivas
A capacidade térmica (símbolo C) é dada pelo quociente entre a energia fornecida sob a forma de calor e o aumento resultante na temperatura do corpo. Matematicamente,
{\displaystyle C={\frac {Q}{\Delta T}}={\frac {Q}{T_{f}-T_{i}}}}
A unidade usada no SI é J/K (Joule por Kelvin). Por motivos históricos, é comum o uso da unidade caloria por graus Celsius (cal/ºC).
Para muitas finalidades teóricas e experimentais, é mais conveniente relatar-se a capacidade térmica como uma propriedade intensiva, isto é, intrínseca da substância. Isso é mais comumente feito expressando-se a capacidade térmica por massa unitária. Essa grandeza é o calor específico, denotado pela letra minúscula c. As unidade SI é o joule por quilograma e kelvin, símbolo J/(kg.K), sendo também comum a unidade usual cal/g.ºC (uma caloria foi originalmente definida como o calor necessário para aquecer 1 g de água de 14,5 ºC a 15,5 ºC).
Em muitas circunstâncias a unidade mais conveniente para especificar a quantidade de uma substancia é o mol, definido como sendo a quantidade de unidade de matéria que contem um número de unidades elementares igual ao número de átomos de carbono em 12 gramas, dado por aproximadamente 6,02 x 1023 (número de Avogadro). Assim, por exemplo um mol de hélio significa um número de aproximadamente 6,02 x 1023 átomos de hélio. A relação entre massa e número de mols para uma dada substância é chamada massa molar.
Nesses casos, quando a quantidade de substância é expressa em mols, utiliza-se o chamado calor específico molar (unidade no SI: J/(mol.K)). Este é expresso como sendo a capacidade térmica por mol, e não mais por massa unitária.

## Termodinâmica
A capacidade térmica da maioria dos sistemas não é constante. Ao invés disso, ela depende em algum grau das variáveis de estado (da própria temperatura, assim como da pressão e volume) do sistema termodinâmico, além do processo pelo qual o aquecimento ocorre. Com isso, é possível realizar diferentes medições da capacidade térmica, sendo mais comumente feitas a pressão constante e a volume constante.
A capacidade térmica a pressão constante é geralmente um pouco maior do que a volume constante, sendo a afirmação verdadeira para materiais com coeficientes de dilatação volumétrico positivos. Materiais com dilatação anômala, como a água entre 0 °C e 4 °C, não obedecem à regra anterior; nestes casos o calor específico a volume constante é então um pouco maior do que o calor específico a pressão constante. Em virtude do aumento de volume associado à dilatação térmica, parte da energia fornecida na forma de calor é usada para realizar trabalho contra o ambiente a pressão constante e não para aumentar a temperatura em si; o aumento de temperatura experimentado para um sistema à pressão constante é pois menor do que aquele que seria experimentado pelo mesmo sistema imposto o volume constante uma vez mantida a mesma transferência de energia na forma de calor. No caso da capacidade térmica a volume constante, toda a energia recebida na forma de calor é utilizada para elevar a temperatura do sistema, o que faz com que {\displaystyle C_{v}} - em virtude de sua definição - seja um pouco menor. A diferença entre os dois é particularmente importante em gases; em sólidos e líquidos sujeitos a pequenas variações de volume frente às variações de temperatura, os valores dos dois na maioria das vezes se confundem por aproximação. Em análise teórica e de precisão, contudo, é importante a diferenciação dos dois.
De forma análoga com o que ocorre com as capacidades térmicas, o calor específico e o calor específico molar também dependem do processo ao qual a substância é submetida; de mesma forma, definem-se as quantidades a pressão constante e a volume constante.

### Capacidades térmicas
A primeira lei da termodinâmica estabelece que {\displaystyle \mathrm {d} U=\delta Q-\delta W}. O trabalho realizado pelo gás pode ser escrito em função da pressão do volume, e dividindo a equação por uma diferencial de temperatura obtém-se a capacidade térmica:
{\displaystyle C={\frac {\delta Q}{\delta T}}={\frac {\mathrm {d} U+p\mathrm {d} V}{\mathrm {d} T}}}
Por essa última relação, nota-se que a capacidade térmica depende do processo pelo qual o calor é cedido à substância. Para o caso da capacidade térmica a volume constante, a variação no volume é nula e da relação anterior,
{\displaystyle C_{v}={\frac {\mathrm {d} U}{\mathrm {d} T}}}.
Nesse caso, todo o calor fornecido é transformado em energia interna pelo sistema, já que nenhum trabalho é realizado. Já a capacidade térmica a pressão constante é dada por
{\displaystyle C_{p}={\frac {\mathrm {d} \left(U+pV\right)}{\mathrm {d} T}}={\frac {\mathrm {d} H}{\mathrm {d} T}}}
O potencial {\displaystyle H=U+pV} é uma função de estado, denominada entalpia do sistema.

As capacidades térmicas a pressão constante e a volume constante são relacionadas por:

{\displaystyle C_{p}-C_{v}=VT{\frac {\alpha ^{2}}{\kappa }}},
onde {\displaystyle \alpha } é o coeficiente de expansão volumétrico e {\displaystyle \kappa =-{\tfrac {1}{V}}\left({\tfrac {\partial V}{\partial p}}\right)_{T}} é a compressibilidade isotérmica.

### Calor específico molar a volume constante
O calor específico molar a volume constante é definido como:
{\displaystyle c_{v}={\frac {Q}{n\Delta T}}={\frac {\Delta U}{n\Delta T}}}
Sendo que,
{\displaystyle \Delta U=Q-W} (primeira lei da termodinâmica) com o trabalho {\displaystyle W=0} temos {\displaystyle \Delta U=Q},por se tratar de um processo a volume constante.
onde:
- {\displaystyle Q} é o calor absorvido ou cedido por uma amostra de {\displaystyle n} mols de um gás;
- {\displaystyle \Delta T} é a variação de temperatura resultante;
- {\displaystyle \Delta U} é a variação de energia interna.

Para um gás monoatômico ideal,
{\displaystyle c_{v}={\frac {3}{2}}R=12,5mol.K}

### Calor específico molar a pressão constante
O calor específico molar a pressão constante é definido como:
{\displaystyle c_{p}={\frac {Q}{n\Delta T}}}
Sendo que temos as seguintes relações:
{\displaystyle Q=U+W} (primeira lei da termodinâmica) e {\displaystyle W=p\Delta V}. Relacionando o trabalho com a equação dos gases ideais {\displaystyle pV=nRT} ficamos com {\displaystyle W=nR\Delta T}. Substituindo as respectivas equações mais a equação {\displaystyle c_{v}={\frac {\Delta U}{n\Delta T}}} na equação {\displaystyle Q=U+W}  ficamos com
{\displaystyle c_{p}=c_{v}+R}
onde:
- {\displaystyle Q} é o calor absorvido ou cedido por uma amostra de {\displaystyle n} mols de um gás;
- {\displaystyle \Delta T} é a variação de temperatura resultante;
- {\displaystyle \Delta U} é a variação de energia interna.

### Regra de Dulong-Petit
A regra de Dulong-Petit consiste em obter, aproximadamente, o calor específico das substâncias por meio da massa molar:
{\displaystyle c\cong {\frac {3R}{M}}}
Em que:
- {\displaystyle c} é o calor específico, em joules por quilograma kelvins (j.kg-1.K-1);
- {\displaystyle R} é a constante dos gases reais, equivalente a 8,31 joules por mol kelvins (j.K-1.mol-1);
- {\displaystyle M} é a massa molar, em quilograma por mol (kg/mol).

## Fatores que afetam o calor específico

Representação de uma molécula vibrando.

Moléculas sofrem muitas vibrações características internas. A energia potencial armazenada nestes graus de liberdade internos contribui para uma amostra do conteúdo de energia, mas não a sua temperatura. Graus de liberdade mais internos tendem a aumentar a capacidade de uma substância de calor específico, contanto que as temperaturas são suficientemente elevadas para superar os efeitos quânticos.

### Graus de liberdade
O comportamento termodinâmico das moléculas dos gases monoatômicos, como hélio, e dos gases diatômicos, como o nitrogênio, é muito diferente. Em gases monoatômicos, a energia interna é unicamente para movimentos de translação. Os movimentos são movimentos de translação em um espaço tridimensional em que as partículas se movem  e trocam energia em colisões elásticas da mesma forma como fariam bolas de borracha colocadas num recipiente que foi agitado fortemente. (Veja animação aqui). Estes movimentos nas dimensões X, Y, e Z significam que os gases monoatômicos tem apenas três graus de liberdade de translação.
Moléculas com maior atomicidade, no entanto, tem vários graus de liberdade interna, rotacionais e vibracionais. Elas se comportam como uma população de átomos que podem se mover dentro de uma molécula de formas diferentes (veja a animação à direita). A energia interna é armazenada nesses movimentos internos. Por exemplo, o nitrogênio, que é uma molécula diatômica, tem cinco graus de liberdade: três de translação e dois de rotação interna. Note que a calor específico molar a volume constante do gás monoatômico é {\displaystyle {\frac {3}{2}}R}, sendo R a constante universal do gás ideal, ao passo que para o valor do nitrogênio (diatômico) vale {\displaystyle {\frac {5}{2}}}, o que mostra claramente a relação entre os graus de liberdade e ao calor específico.
{\displaystyle c_{v}=\left({\frac {f}{2}}\right)R}
onde {\displaystyle f} é o número de graus de liberdade.

### Massa molar
Uma razão pela qual o calor específico tem valores diferentes para diferentes substâncias é a diferença de massas molares, que é a massa de um mol de qualquer elemento, que é diretamente proporcional à massa molecular do elemento, a soma dos valores das massas atômicas da molécula em questão. A energia térmica é armazenada pela existência de átomos ou moléculas de vibração. Se uma substância tem uma massa molar mais leve, em seguida, cada grama de que tem mais átomos ou moléculas disponíveis para armazenar energia. Esta é a razão pela qual o hidrogênio, a substância com menor massa molar tem um calor específico muito elevado.
A consequência deste fenômeno é a de que, quando se mede o calor específico em termos molares a diferença entre substâncias torna-se menos acentuada e o calor específico de hidrogênio para de ser atípico. Da mesma forma, as substâncias moleculares (também absorvem calor em seus graus de liberdade internos) pode armazenar grandes quantidades de energia por mol se é moléculas grandes e complexas, e, portanto, seu calor específico medido em massa é menos perceptível .
Uma vez que a densidade média de um elemento químico está fortemente relacionada com a sua massa molar, em termos gerais, há uma forte correlação inversa entre a densidade do sólido e o {\displaystyle c_{p}} (calor específico a pressão constante). Lingotes sólidos grandes de baixa densidade tendem a absorver mais calor do que um lingote pequeno de mesma massa, porém com densidade mais elevada que o primeiro, porque contém mais átomos. Por conseguinte, em termos gerais, há uma forte correlação entre o volume de um elemento sólido e a sua capacidade total de calor. No entanto, existem muitos desvios desta correlação.

### As ligações de hidrogênio
Contendo hidrogênio na sua composição, moléculas polares como o etanol, amônia e água, têm poderosas ligações intermoleculares de hidrogênio quando em sua fase líquida. Estas ligações proporcionam um outro local em que o calor pode ser armazenado como energia potencial de vibração, mesmo em baixas temperaturas comparativamente.

### Impurezas
No caso de ligas, existem certas condições em que as pequenas impurezas podem alterar grandemente o calor específico medido. As ligas podem mostrar uma diferença marcada no seu comportamento, mesmo que a impureza em questão seja um dos elementos que formam a liga, tais como ligas impuras em semicondutores ferromagnéticos que podem conduzir a medições muito diferentes.
A tabela abaixo apresenta o calor específico de algumas substâncias à pressão constante de 1 atm.
| Substância | Calor Específico (cal/g.°C) |
| ---------- | --------------------------- |
| água       | 1,0                         |
| álcool     | 0,58                        |
| alumínio   | 0,22                        |
| ar         | 0,24                        |
| carbono    | 0,12                        |
| chumbo     | 0,031                       |
| cobre      | 0,094                       |
| ferro      | 0,11                        |
| gelo       | 0,5                         |
| hélio      | 1,25                        |
| hidrogênio | 3,4                         |
| latão      | 0,092                       |
| madeira    | 0,42                        |
| mercúrio   | 0,033                       |
| nitrogênio | 0,25                        |
| ouro       | 0,032                       |
| oxigênio   | 0,22                        |
| prata      | 0,056                       |
| rochas     | 0,21                        |
| vidro      | 0,16                        |
| zinco      | 0,093                       |

A tabela abaixo apresenta o calor específico molar de algumas substâncias à temperatura ambiente.
| Substância | Calor Específico Molar (J/mol.K) |
| ---------- | -------------------------------- |
| chumbo     | 26,5                             |
| tungstênio | 24,8                             |
| prata      | 25,5                             |
| cobre      | 24,5                             |
| alumínio   | 24,4                             |